# Giovanni Cesare Pagazzi

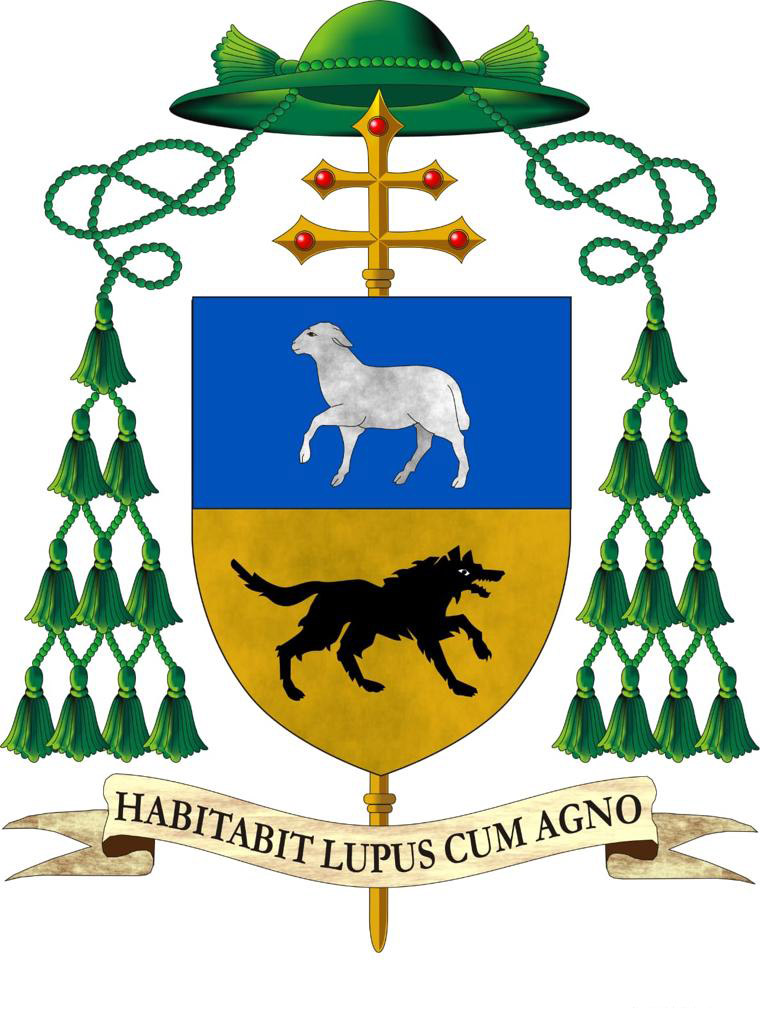
Stema arhiepiscopului Giovanni Cesare Pagazzi; deviza sa este: Habitabit lupus cum agno („Lupul locuia cu mielul”).

Giovanni Cesare Pagazzi (n. 8 iunie 1965, Crema, Lombardia, Italia) este un cleric romano-catolic italian, arhiepiscop titular de Belcastro din 30 noiembrie 2023.

## Biografie
Născut în Crema în 1965, Giovanni Cesare Pagazzi a studiat la Seminarul din Lodi și apoi la cel din Crema, fiind hirotonit preot în 1990. A continuat studiile teologice la Roma și a fost preot paroh al Bisericii „Santi Bassiano e Fereolo” din Lodi.
A fost profesor titular de eclesiologie, hristologie și antropologie la Colegiul Alberoni din Piacenza din 1995 până în 2005 și, în paralel, profesor titular la seminariile din Crema și Lodi din septembrie 1996. Din 2013 până în 2014 a fost profesor invitat la Universitatea Pontificală Gregoriană. La 29 octombrie 2021, papa Francisc l-a numit consultant al Congregației pentru Doctrina Credinței. La 26 septembrie 2022, papa Francisc l-a numit secretar al Dicasteriului pentru Cultură și Educație.
La 30 noiembrie 2023 papa Francisc i-a acordat titlul de arhiepiscop titular de Belcastro, în locul episcopului José Rodríguez Carballo, care a fost numit arhiepiscop coadjutor de Mérida-Badajoz.
În martie 2025 a fost numit Arhivar și Bibliotecar al Sfintei Biserici Romane. La 9 mai 2025, Papa Leon al XIV-lea l-a confirmat în această funcție.

## Lucrări publicate
A publicat, până în prezent, următoarele lucrări:
- Giovanni Cesare Pagazzi, La singolarità di Gesù come criterio di unità e differenza nella Chiesa, Milano, Glossa, 1997, pp. x, 222, ISBN: 978-8871050652.
- Giovanni Cesare Pagazzi, Il polso della verità. Memoria e dimenticanza per dire Gesù, Assisi, Cittadella, 2006, pp. 136, ISBN: 978-8830808386.
- Giovanni Cesare Pagazzi, Il prete oggi. Tracce di spiritualità, Bologna, EDB, 2010, pp. 88, ISBN: 978-8810512036.
- Giovanni Cesare Pagazzi, Sentirsi a casa. Abitare il mondo da figli, Bologna, EDB, 2010, pp. 128, ISBN: 978-8810405963.
- Giovanni Cesare Pagazzi, C'è posto per tutti. Legami fraterni, paura, fede, Milano, Vita e Pensiero, 2013, pp. 136, ISBN: 978-8834325162.
- Giovanni Cesare Pagazzi, Fatte a mano. L'affetto di Cristo per le cose, Bologna, EDB, 2013, pp. 128, ISBN: 978-8810408377.
- Giovanni Cesare Pagazzi, La cucina del Risorto. Gesù «cuoco» per l'umanità affamata, Bologna, EMI, 2014, pp. 64, ISBN: 978-8830722149.
- Giovanni Cesare Pagazzi, In principio era il legame. Sensi e bisogni per dire Gesù, Assisi, Cittadella, 2015, pp. 168, ISBN: 978-8830807785.
- Giovanni Cesare Pagazzi, Questo è il mio corpo. La grazia del Signore Gesù, Bologna, EDB, 2016, pp. 136, ISBN: 978-8810412190.
- Giovanni Cesare Pagazzi, Gesù mio perdona le nostre colpe..., Milano, Glossa, 2016, pp. 48, ISBN: 978-8871053677.
- Giovanni Cesare Pagazzi, Matteo Crimella, Stefano Romanello, Extra ironiam nulla salus. Studi in onore di Roberto Vignolo in occasione del suo LXX compleanno, Milano, Glossa, 2016, pp. 690, ISBN: 978-8871053769.
- Giovanni Cesare Pagazzi, Il garbo del vincitore, Milano, Paoline Editoriale Libri, 2018, pp. 80, ISBN: 978-8831549592.
- Giovanni Cesare Pagazzi, La carne, Cinisello Balsamo, San Paolo Edizioni, 2018, pp. 96, ISBN: 978-8892213999.
- Giovanni Cesare Pagazzi, Tua è la potenza. Fidarsi della forza di Cristo, Cinisello Balsamo, San Paolo Edizioni, 2019, pp. 160, ISBN: 978-8892220478.
- Giovanni Cesare Pagazzi, Carla Canullo, Madri, Bologna, EDB, 2020, pp. 88, ISBN: 978-8810572023.
- Giovanni Cesare Pagazzi, In pace mi corico. Il sonno e la fede, Cinisello Balsamo, San Paolo Edizioni, 2021, pp. 176, ISBN: 978-8892226562.
- Giovanni Cesare Pagazzi, Franco Manzi, Il pastore dell'essere. Fenomenologia dello sguardo del Figlio, Assisi, Cittadella, 2021, pp. 168, ISBN: 978-8830807297.

## Galerie foto

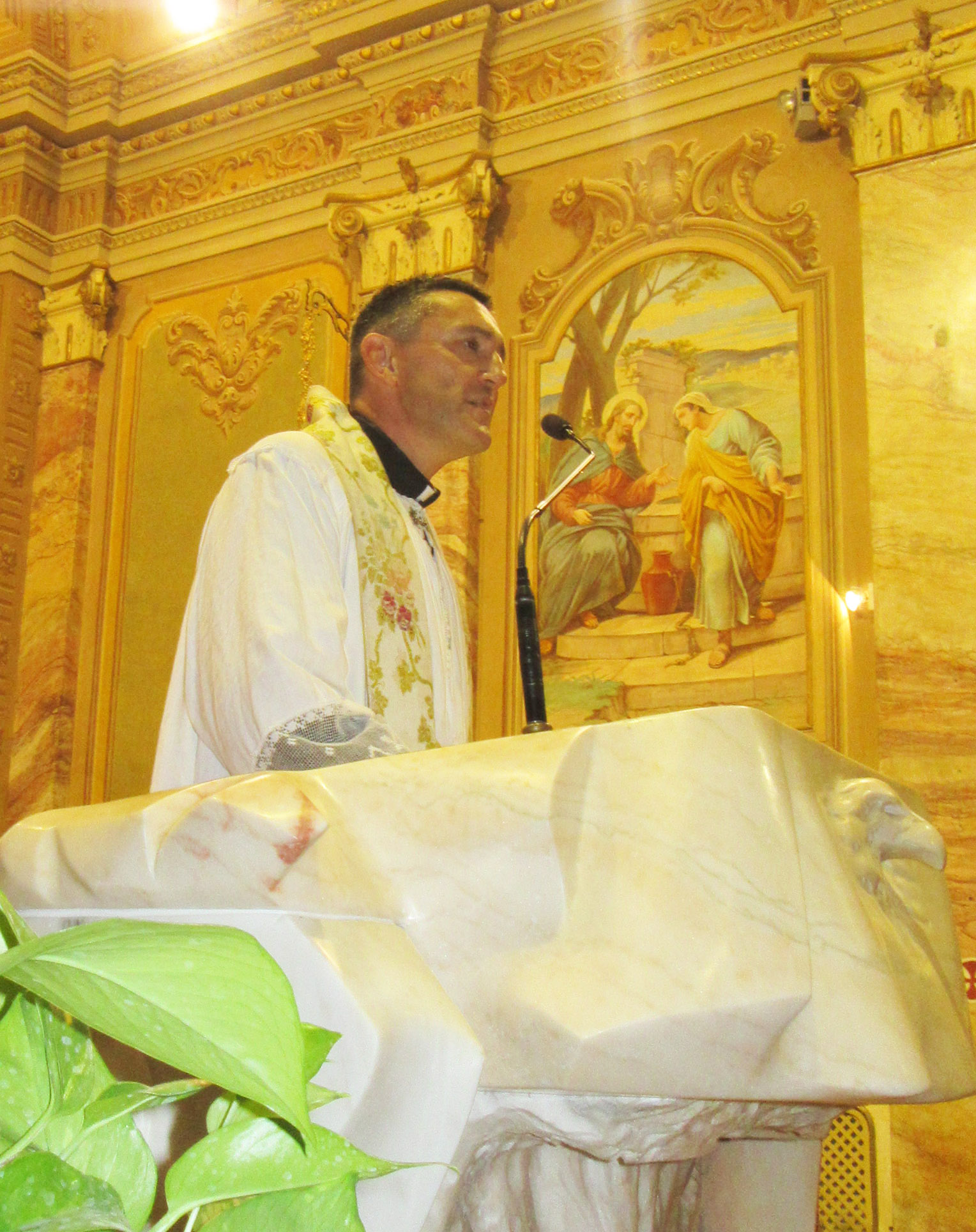
Monseniorul Pagazzi, în timpul unei predici la Caselle Landi, în 2018.

## Legături externe
- Mons. Pagazzi in Catholic Hierarchy